# 贝蒂·拉姆齐
贝蒂·拉姆齐（英語：Beattie Ramsay，1895年12月12日—1952年9月30日），加拿大男子冰球运动员，场上位置是后卫。他曾代表加拿大国家队参加1924年冬季奥林匹克运动会冰球比赛，获得一枚金牌。